# Керки (аэропорт)
Международный аэропорт Керки (ИАТА: UTAE); туркм. Kerki halkara howa menzili) — международный аэропорт города Керки Лебапского велаята Туркменистана. Располагается взблизи автотрассы Туркменабат-Керки и городского железнодорожного вокзала. Современный аэропорт в Керки пропускной способностью 100 пассажиров в час вступил в строй в июне 2021 года.

## История
Приказ о создании в Керки аэродрома был подписан в 1946 году. Первые полёты начались в марте 1946 года.
Тогда самолёты садились и взлетали с такыра на берегу Амударьи у посёлка Самсонова. Один раз в неделю на По-2 пассажиры из города на Амударье доставлялись в Ашхабад и Мары. С грунтовой полосы самолёты и вертолёты многие годы летали в Гаурдак, Чарджоу, Гараметнияз, Захмет и другие населённые пункты, пока в 1974 году не была построена железобетонная взлётно-посадочная полоса, на которую стали приземляться самолёты нового типа.

### Новый комплекс
Новый аэропорт стал четвертым инфраструктурным объектом, построенным в рамках реализации Национальной программы развития гражданской авиации Туркмении на 2012—2030 годы, в соответствии с которой возводятся новые терминалы, ведётся реконструкция действующих профильных объектов и служб.
Согласно Постановлению Президента Гурбангулы Бердымухамедова, подписанному 22 февраля 2019 года, строительство этого важного объекта по заказу агентства «Türkmenhowaýollary» осуществило индивидуальное предприятие «Gündogdy», имеющее солидный опыт ввода в строй подобных инфраструктурных объектов гражданской авиации. Ранее частная строительная компания успешно завершила строительство «под ключ» Международного аэропортового комплекса в административном центре Лебапского велаята — Туркменабате.
Участок под строительство Аэропортового комплекса расположен на свободной от застройки территории. Ближайшими линейными сооружениями, которые построены на примыкающей с севера к району работ смежной территории, являются железная дорога и оросительные каналы. Район находится в Лебапском велаяте.
Строительство международного аэропорта в городе Керки завершено в июне 2021 года. 23 июня 2021 года произошло торжественное открытие аэропорта главой государства.
Главным архитектором проекта выступил Руслан Дурдыев, ведущим дизайнером — Азат Мамедов.
Новому аэропорту города Керки присвоен четырехбуквенный индивидуальный идентификатор — UTAE. Также в ходе торжественного открытия аэропортового комплекса, был обнародован Сертификат соответствия, выданный Мюнхенским международным аэропортом Международному аэропорту Керки. Документ, согласно Приложению 14 Конвенции о международной гражданской авиации («Чикагская конвенция» 1944 года), подтверждает, что все параметра аэропорта, связанные с планированием и проектированием, требованиям к их физическим характеристикам, эксплуатации и техническому обслуживанию аэродромов, а также используемые посадочные, навигационные, метеорологические, светосигнальные и другие необходимые системы соответствуют международным нормам и стандартам.
Площадь участка, отведенного под строительства Аэропорт в г. Керки составляет 200 га. Проектом предусмотрено организация инженерной защиты территории от затопления, подтопления и сбора ливневых и талых вод с летного поля с последующей отчисткой для применения в ирригации аэропорта. Инфраструктура аэропорта также включает здание аварийно-спасательной и пожарной службы, технический блок, пропускной пункт, гараж для спецавтотранспорта и другие вспомогательные объекты.

## Инфраструктура

### Аэровокзальный комплекс
Общая площадь терминала составляет 2221 м². В здании терминала предусмотрен главный вестибюль в котором для услуг пассажиров расположены, зона сдачи багажа и ручной клади, зона первичного досмотра, билетные кассы, справочная, буфет с кафетерием, сувенирный и газетный киоск, аптека, медицинский кабинет, места ожидания для вылетающих пассажиров и провожающих. Накопитель рассчитан на 120 мест с кафетерием, комнатой матери и ребенка, а также молельной. При прилете для пассажиров предусмотрен зал получения багажа. 
Также в наличии имеется зона для обслуживания делегаций и пассажиров CIP полностью автономная в обеспечении.
Пропускная способность терминала 100 пассажиров в час. Здание пассажирского терминала построено в два этажа с оборудованной диспетчерской вышки которая возвышается над всем объемом здания терминала и является его доминантой. Высота диспетчерской вышки — 31,7 метра.
Здание имеет сложную динамичную форму с плавными радиальными переходами и сочленениями. Залы терминала имеют сплошные защитные стекла с ультрафиолетовым отвердителем. Высота потолкоа варьируется от 6 до 9 метров, они отделаны износостойкими отделочными и облицовочными материалами.
В здании предусмотрено строгое зонирование обеспечивающие максимальных комфорт для пассажиров, исключающая пересечения пассажира потоков, увеличивая скорость обслуживания пассажиров. Для малоподвижных групп населения предусмотрены рампы и пандусы, а также беспороговые переходы.
Терминал оборудован современными системами безопасности и обслуживания такими как видеонаблюдение, система несанкционированного доступа, карточная система блокировки дверей, оборудование досмотра пассажиров и багажа, система обработки багажа, автоматическая противопожарная система сигнализации и тушения. Рабочие кабинеты сотрудников аэропортового комплекса оборудованные оргтехникой и персональными компьютерами соединенные в общую сеть.

### Взлётно-посадочная полоса
Аэропорт использует искусственную взлетно-посадочную полосу длиной 2700 метров и шириной 60 метров. Рабочая ширина — 45 метров с 7,5 метровыми обочинами, на торцах ИВПП расположены площадки для разворота воздушных судов.
Перрон с кодовой буквой «D» рассчитан для стоянки двух самолётов с возможностью руления лайнеров на тяге собственных двигателей. 4 стоянки предусмотрены для вертолетов. Размеры перрона 165 на 240 метров. Длина рулежной дорожки — 202 метра, ширина — 44 метра, рабочая ширина −23 метра с 10,5 метровыми обочинами.

## Наземный транспорт
Прилегающая к аэропорту территория полностью благоустроена. В состав комплекса входят привокзальная площадь, парковка для пассажиров и работников аэропорта, автобусная остановка.

## Регулярные рейсы
| Авиакомпания          | Код ИАТА | Код ИКАО | Страна       | Город   | Аэропорт | Код ИАТА | Код ИКАО |
| --------------------- | -------- | -------- | ------------ | ------- | -------- | -------- | -------- |
| Туркменские авиалинии | T5       | TUA      | Туркменистан | Ашхабад | Ашхабад  | ASB      | UTAA     |